# Piaya
Piaya är släkte i familjen gökar inom ordningen gökfåglar.Släktet omfattar tre arter som förekommer i Latinamerika från Mexiko till norra Argentina:
- Ekorrgök (P. cayana)
- Västmexikansk gök (P. mexicana)
- Svartbukig gök (P. melanogaster)